# Philips VG5000

«VG5000μ» — это компьютер, созданный компанией Philips в 1984 году. Был изготовлен в городе Ле-Ман на предприятии Radiotechnique (RTS). Распространялся под брендами Philips, Radiola и Schneider. Было произведено приблизительно 300 000 — 400 000 экземпляров, производство завершилось в 1986 году.
Не являясь MSX-совместимым, имел некоторые аппаратные части совместимые с VG8000 (например разъёмы для блока питания и кассетного магнитофона), а также возможность поддержки картриджей Philips VU 0031.

## Спецификации
- Процессор Zilog Z80 4 МГц;
- ROM: 18KB, содержащий VG5000 BASIC, созданный на основе Microsoft BASIC 80;
- ОЗУ: 24 КБ, в том числе 8 КБ зарезервировано для отображения;
- Видеопроцессор: SGS Thomson EF9345, позволяющий отображать 8 x 10 пикселей в восьми цветах;
- Графика: 160 x 250 в 4 цветах (4 x 10 пиксельных символов);
- 1-голосовой звук за 5 октав;
- Встроенная клавиатура на 63 клавиши AZERTY с сочетанием клавиш с основными инструкциями;
- Разъём для кассетного магнитофона (1200/2400 бод);
- SCART разъём;
- Разъём шины 2x25 точек.